# Бластез
Бласте́з (рос. бластез, англ. blastasy, нім. Blastese) — утворення мінералів при метаморфічних процесах кристалізацією у твердому стані. По суті бластез - це процес перекристалізації в твердому стані вихідної гірської породи в новоутворену метаморфічну породу. В кожний момент мінералотворення пов'язане лише з невеликою ділянкою вихідної первісної породи.
Повнобластичні структури найчастіше бувають трьох різновидів залежно від складу та морфології кристалічних частинок:
- гранобластові – якщо частинки складені кварцом або каркасними силікатами;
- лепідобластові – якщо зрощені листочки слюдоподібних мінералів;
- нематобластові – якщо зрощені голчасті кристали таких мінералів, як актиноліт, силіманіт або ангідрит.

Трапляються структури змішані – лепідогранобластові, нематогранобластові та інші (у кінці назви ставлять вид структури, що переважає).
Усі ці категорії мають неправильні форми мінеральних частинок, з зубчастими або звивисто-петлеподібними формами зчленування один з одним. Це пояснюють одночасністю процесу кристалізації та перешкодами у створенні досконалих кристалічних форм з боку сусідніх частинок, що перекристалізовуються. Однак якщо якийсь мінерал має суттєво більшу силу росту кристалів порівняно з його сусідами, то можуть виникнути порфіробластові структури.
Бластез характеризується такими особливостями: 
1. Він протікає за рахунок речовини вихідної первинної породи.
2. Головна маса останньої залишається в твердому стані. 
3. Мінералотворення в кожен момент часу приурочено лише до невеликої її ділянки.